# Cío

Mapa con algunas de las principales colonias griegas de la Propóntide. Cío se ubicaba en la costa meridional, al este de Mirlea.

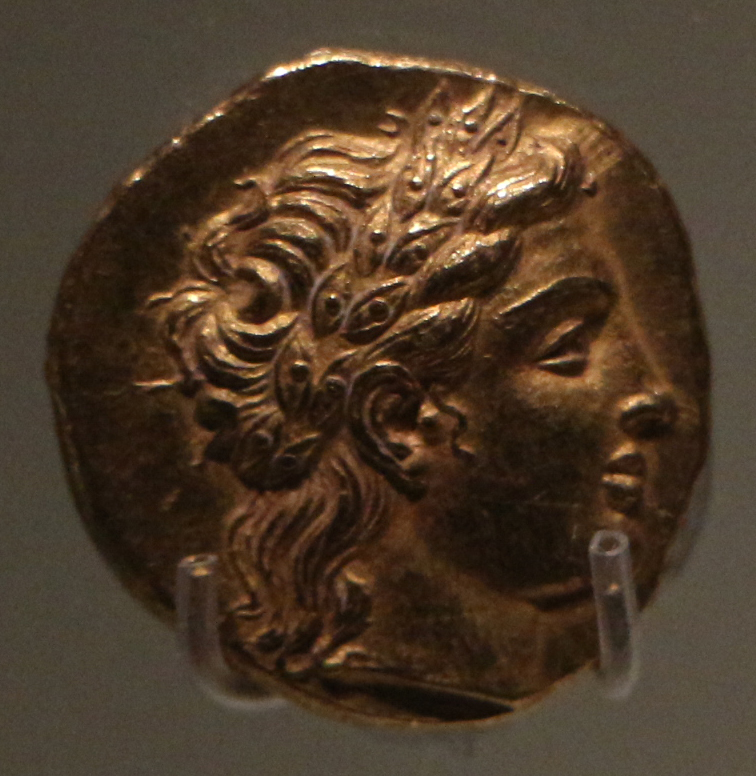
Moneda de Cío.

Cío (en latín, Cius; en griego, Kίος) fue una ciudad de Bitinia, en la Propóntide, en el golfo de Cío (Cianos Sinus), situada en la desembocadura del río que tenía su mismo nombre. Es mencionada a menudo como Cío de Misia. Sus habitantes se llamaban cianeos.

## Tradiciones míticas
Según la mitología griega, allí fue raptado Hilas por las ninfas durante la expedición de los argonautas y por ello Heracles, que se quedó buscándolo, abandonó la expedición. Como conmemoración de este episodio, se tiempos históricos se celebraba una festividad en la que se realizaban sacrificios en honor a Hilas. También la leyenda dice que la ciudad fue fundada por Cío o Polifemo, compañero de Heracles, a su regreso de Cólquida.

## Historia
La fundación de Cío se atribuye a colonos milesios establecidos al pie del monte Argantonio en torno al año 627 a. C. en un lugar que antes se había llamado Ascania de Frigia.
En 553 a. C. pasó a los lidios, pero como ciudad autónoma. Los persas la ocuparon en 497 a. C., pero pagando un tributo mantuvo independencia virtual. Quedó dentro de la satrapía de Frigia Helespóntica o Dascilio y tuvo un gobierno local. 
Algunos años más tarde entró a formar parte de la Liga de Delos, puesto que la ciudad aparece en los registros de tributos a Atenas entre los años 454/3 y 418/7 a. C. En algún momento antes del año 408 a. C. fue ocupada por los persas aunque es posible que regresara a la Liga de Delos en el año 406 a. C. por un breve periodo pero nuevamente en el 404 a. C. la ciudad estaba bajo el poder de los persas.
Se conocen los nombres de los sátrapas que gobernaron la ciudad desde finales del siglo V y durante el siglo IV a. C.: Ariobarzanes I, Mitrídates I, Ariobarzanes II y Mitrídates II. Este último fue asesinado en el año 302 a. C. después de haber gobernado durante 35 años.
A mediados del siglo IV a. C., Cío comenzó emitir monedas de oro y plata, donde aparecía representada la cabeza de Apolo, que posiblemente era la divinidad más importante de la ciudad.
Cayó en manos de Alejandro Magno en 334 a. C., y a su muerte quedó en poder de Antígono I Monoftalmos (332 a. C.), que fue rey de Sardes desde el 305 a. C. hasta el 301 a. C., año en el que Seleuco I Nicátor ganó la batalla que le dio el poder.
Cío fue en lo sucesivo una ciudad griega independiente y más tarde se alió con la Liga Etolia.
A fines del siglo III a. C. Molpágoras había conseguido alzarse con el poder en la ciudad, e incitó a los ciudadanos contra los más adinerados, a los que hizo confiscar sus bienes y repartirlos entre la población tras matar a algunos y desterrar a otros. Filipo V de Macedonia y Prusias I de Bitinia, parientes y aliados en la guerra contra Pérgamo, decidieron ocupar la ciudad, masacraron a los ciudadanos, los deportaron o los vendieron como esclavos. En 202 a. C., junto con la ciudad de Mirlea, pasó a formar parte del reino de Bitinia, fue reconstruida y repoblada con bitinios y cambió su nombre para pasar a denominarse Prusias  o Prusias Talasa (Prusias Marítima), para distinguirla de otras ciudades con igual nombre. No se sabe si Cío permaneció como un simple barrio o recobró su antiguo nombre, pero una Cío en el mismo lugar aparece mencionada después por Plinio el Viejo, Pomponio Mela, Zósimo y otros autores posteriores.
La matanza de Cío fue rechazada por muchas polis griegas, principalmente por Rodas. Esta ciudad y Pérgamo pidieron ayuda a la romanos contra Macedonia, y eso sirvió de excusa para iniciar la segunda guerra macedónica, que acabó con la batalla de Cinoscéfalas en 197 a. C. La ciudad, sin embargo, permaneció en manos del rey de Bitinia hasta el 74 a. C.
Bajo los romanos, Cío tuvo su propia constitución, supervisada por el correspondiente cónsul romano, y recobró su carácter griego. Muchos líderes romanos eligieron la ciudad como residencia de verano. La ciudad recuperó el nombre de Cío, latinizado en Cius. Allí nacieron los filósofos Asclepíades y Flavio Arquipo.
Es posible que la ciudad recibiera la visita del apóstol San Pablo durante su paso por Misia. A partir del siglo II el cristianismo se difundió por la región. Plinio el Joven, que ejerció funciones de embajador romano en Bitinia, solicitó instrucciones al emperador Trajano contra el cristianismo. 
En el año 256 al igual que otras ciudades de Bitinia, sufrió una expedición de saqueo por parte de tribus escitas. En el siglo IV fue sede de un arzobispo. El primero fue Cirilo, que tomó parte en el Concilio de Nicea en 325. 
Justiniano fundó una escuela militar, que funcionó durante 37 años. 
En 1205, el patriarca de Constantinopla se estableció en Nicea y el patriarca de Nicea fue enviado a Cío; el obispo de Nicea ganó en influencia. Los latinos ocuparon Cío en 1207, y fue entregada a los Caballeros de San Juan, en cuyos manos estuvo hasta 1261.
Los primeros ataques de los selyúcidas datan del 1092. Hasta el 1300, los turcos (osmanlíes) representaron una seria amenaza: destruyeron todas las ciudades de la costa, ocupando Brusa en 1326 y Cío en 1336, tras un asedio. La ciudad resultó destruida y sus habitantes buscaron refugio en las montañas.
Pudieron regresar tres años después y vivieron bajo las murallas en la zona conocida como Kastrina, próxima a la iglesia de Theomana; restauraron la iglesia de Koimisis o Theotokou, conocida como Pasariotissa, y se reorganizaron, pero tuvieron que adoptar la lengua turca. Los impuestos aumentaron y se vieron obligados a vender a sus hijos como esclavos, y muchos ciudadanos se marcharon de allí. 
Esta penosa situación continuó hasta finales del siglo XVII, cuando Murad IV (1612-1640) mejoró las condiciones de vida, y el establecimiento de una astillero militar en la ciudad proporcionó trabajo a mucha gente.
Durante el siglo XIX, la situación de los griegos cristianos mejoró y se restableció el sistema educativo.
Al final de la Primera Guerra Mundial, los griegos de la región del Ponto se rebelaron. En las montañas se formaron grupos armados. Muchos griegos fueron llevados a campos de trabajo (unos 300.000). Cuando los aliados entraron en la zona, les guerrillas turcas, los tzetes, aún estaban combatiendo, pero fueron sometidos por la marina inglesa.
El ejército griego bajo el general Samartzis, restableció la soberanía griega en Cío el 25 de julio de 1920. El patriarca de Nicea, Basilio II, y el alcalde griego de Cío, Pinatsis, asistieron a la ceremonia. 
La retirada aliada, que dejó a los griegos mal equipados, cambió la situación. Se intentó formar un Estado Autónomo del Ponto para evitar el éxodo de la población griega y la pérdida de las propiedades. 
El 22 de agosto de 1922, el ejército griego de Cío aguantó el ataque turco, pero evacuó la ciudad al día siguiente. Treinta mil personas de Cío y de los alrededores tuvieron que huir a Grecia en barco el 25 de agosto de 1922. Los refugiados que llegaron a Grecia fundaron en la Argólida la ciudad de Nea Kíos en homenaje a su antigua ciudad, donde se mantienen algunas tradiciones de sus antepasados, como la cría de gusanos de seda.
Es la actual ciudad de Gemlik.